# Lagochilus proskorjakovii
Lagochilus proskorjakovii là một loài thực vật có hoa trong họ Hoa môi. Loài này được Ikramov mô tả khoa học đầu tiên năm 1976.